# Astronomia radar
L'astronomia radar è l'insieme delle tecniche di osservazione degli oggetti astronomici vicini alla Terra basate sulla riflessione di microonde delle quali si analizza l'eco. Questo tipo di osservazioni differiscono dalla radioastronomia, in quanto quest'ultima è una tecnica solo passiva, mentre il radar è uno strumento di osservazione attivo. I radar sono stati utilizzati negli ultimi sessanta anni per un gran numero di studi sul sistema solare. Le immagini radar danno informazioni circa la forma e le proprietà delle superfici dei corpi solidi nello spazio con risultati che non possono essere ottenuti utilizzando altri strumenti basati a terra o sulle sonde spaziali, particolarmente nel caso di corpi celesti con atmosfere opache. Le trasmissioni radar possono essere impulsive o ad onda continua.

## Descrizione
L'intensità del segnale di ritorno di un'eco radar è inversamente proporzionale alla quarta potenza della distanza, per questo motivo l'astronomia radar si è molto giovata nel tempo dei continui miglioramenti nella tecnologia dei trasmettitori e ricevitori, per i quali, l'aumento rispettivamente di potenza in trasmissione per i primi e sensibilità per i secondi, ha consentito progressivi potenziamenti delle opportunità di osservazione.
Le tecniche radar consentono inoltre di acquisire informazioni non verificabili con altri metodi, quali le misure a conferma della teoria della relatività generale effettuate sull'orbita del pianeta Mercurio, e forniscono valori precisi per l'unità astronomica, prima misura necessaria per la determinazione della scala delle distanze cosmiche. Sin dagli inizi del XX secolo infatti, per determinare con maggiore precisione la scala del sistema solare, fu misurata la parallasse di alcuni asteroidi, in particolare Eros, che passa periodicamente a soli 22 milioni di km dalla Terra, ma solo gli studi sulle riflessioni radar di Venere (1958) e di asteroidi come Icaro hanno permesso di misurare direttamente queste distanze e calcolare meglio la parallasse solare.

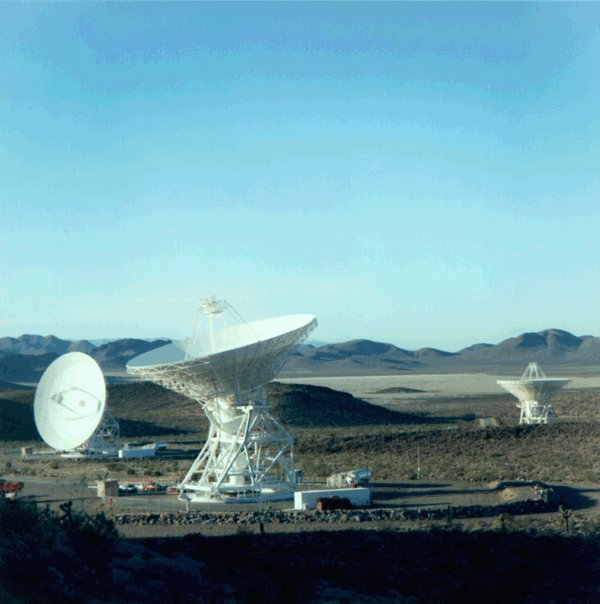
Lo statunitense Goldstone Deep Space Communications Complex.

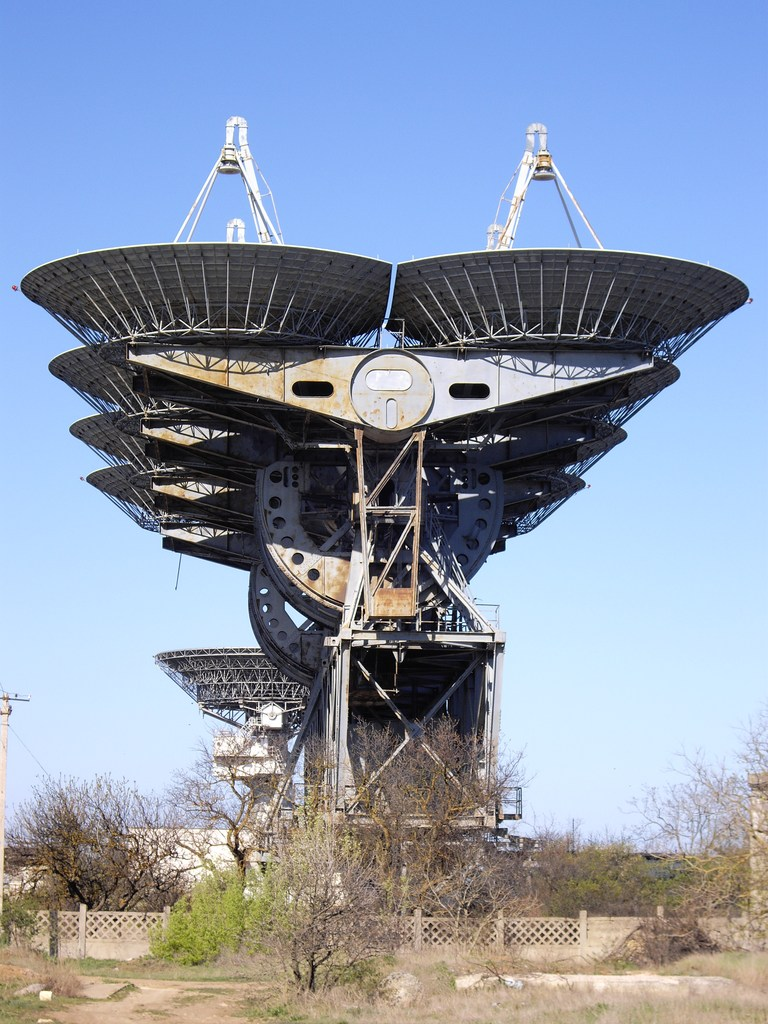
Uno dei primi radar per lo studio dei pianeti, il sovietico Pluton costruito nel 1960.

Le misure estremamente precise di astrometria  possibili con i radar sono fondamentali per le previsioni a lungo termine relative agli impatti tra asteroidi e Terra, come per esempio per l'asteroide 99942 Apophis.  Questo perché le osservazioni ottiche possono misurare con grande precisione la posizione di un oggetto nello spazio, ma non possono misurarne la distanza con grande accuratezza. I radar invece sono in grado di misurare direttamente la distanza e la velocità (o, meglio, la sua componente lungo la linea di vista) di un oggetto, e la combinazione di osservazioni ottiche e radar consente la previsione per il futuro delle orbite per decenni e talvolta per i secoli a venire. Un esempio della sensibilità e precisione ottenibile con le misure radar sugli asteroidi è stata la scoperta dell'effetto Yarkovsky, la variazione indotta dalla radiazione solare sull'orbita di questi corpi celesti.
Un altro particolare utilizzo del radar in astronomia è quello che ha portato alla realizzazione dei radar meteorici. Si tratta di strumenti altamente sensibili in grado di registrare la scia di plasma prodotta nell'atmosfera da un meteoroide fino al peso di pochi milionesimi di grammo. Questi particolari radar possono stimare densità e velocità del vento nell'atmosfera misurando il tempo di decadimento e l'effetto Doppler di una scia meteorica.

## Vantaggi
- Controllo completo delle caratteristiche del segnale utilizzato per le osservazioni, cioè forma d'onda, frequenza, polarizzazione e tipo di modulazione;
- Precisione nella risoluzione angolare;
- Possibilità di misure di precisione della velocità sfruttando l'effetto Doppler;
- Capacità di effettuare osservazioni anche in presenza di opacità ottica;
- Sensibilità alle alte concentrazioni di metallo o ghiaccio.

## Svantaggi
La massima portata possibile per l'astronomia radar è molto limitata ed è confinata all'interno del sistema solare. La causa risiede nel fatto che l'intensità dei segnali si abbatte molto sensibilmente con la distanza dell'oggetto bersaglio e nella limitata potenza ottenibile con i trasmettitori.